# Schloss Zwingen
Das Schloss Zwingen bildet den Kern der mittelalterlichen Stadtgründung Zwingen im Laufental im Schweizer Kanton Basel-Landschaft.

## Lage
Zwischen Basel und Delsberg liegt das Schloss Zwingen inmitten des Flusses Birs – wo Holz geflösst wurde – und auf dem damaligen Weg durch das Laufental. Vom Bahnhof Zwingen aus ist das Schloss Zwingen in fünf Minuten zu Fuss zu erreichen.

## Anlage
Die ganze Anlage wurde auf Inseln im Fluss Birs errichtet. Allerdings sind die im Mittelalter noch durchflossenen Arme der Birs zwischen den Inseln trockengefallen oder trockengelegt worden. Immerhin wird der Gesamtkomplex noch von der Birs umflossen. Die Gesamtkonzeption entspricht einem Kompromiss zwischen einer Burg und einer Stadtgründung: Wohl sind einerseits charakteristische Burgmerkmale wie zum Beispiel ein Bergfried vorhanden, andererseits ist die Anlage von der Grösse des ummauerten Platzes her für die Gründung einer Siedlung angelegt.

### Vorburg (Östliche Insel)

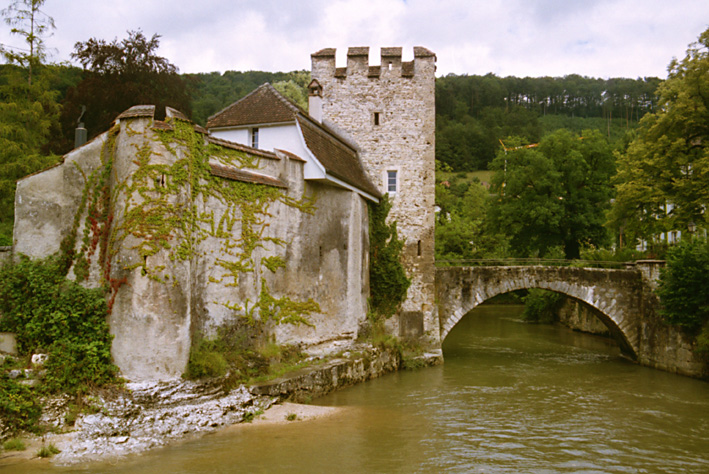
Östliche Vorburg des Schlosses Zwingen (2009)

Die östliche Vorburg wird durch den Torturm mit seinem Zinnenkranz dominiert. Dieser Ramsteinerturm schützte den Zugang vom Weg aus Richtung Basel. Die ursprüngliche Zugbrücke über diesen Arm der Birs wurde durch eine Steinbrücke ersetzt. Ansehnliche Teile des Berings stehen noch, und ein Schalenturm verstärkt die südöstliche Mauerecke (siehe Bild).
Eine gedeckte Holzbrücke verbindet die Vorburg mit dem Hauptteil der Anlage. Diese historische Holzbrücke ist eine der wenigen, die noch zum grössten Teil aus dem ursprünglichen Bauholz besteht. Der Birsarm, der früher unter der Brücke durchführte, ist inzwischen trockengefallen, aber noch gut zu erkennen.

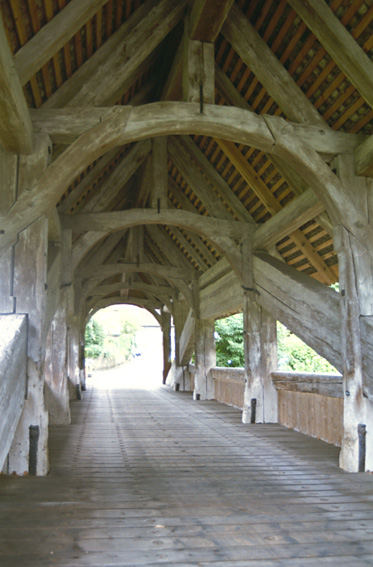
Holzbrücke im Schloss Zwingen (2009)

### Hauptburg (Mittlere Inseln)
Dominiert wird die Hauptburg von der annähernd ovalen Kernburg. Diese stand ursprünglich auf einer eigenen kleinen Insel, die aber heute nicht mehr als solche zu erkennen ist. Der runde Bergfried, der heute oben aus der Kernburg herausragt, stellt den ersten wesentlichen Bauschritt dar. Später wurden daran diverse Gebäude direkt angebaut. Heute sind diese Anbauten alle mit dem Bergfried zusammen verschmolzen und bilden die Kernburg. An der Nordseite der Kernburg waren früher mehrere Aborterker angebracht, welche die Birs als natürliche Wasserspülung benutzten.
Die beiden Tore der Hauptburg sind zwar verschwunden, aber erhebliche Stücke ihres Berings sind auf den mittleren Inseln noch vorhanden. In der Südost-Ecke der Hauptburg befindet sich die Oswald-Kapelle. Der Platz innerhalb des Berings war nie ganz überbaut worden, was als Hinweis auf das Misslingen der Stadtgründung betrachtet wird.
In einem Gebäude, das wohl über die Zeit verändert wurde, aber noch etliche mittelalterliche Bausubstanz enthält, ist die Gemeindeverwaltung Zwingen untergebracht.

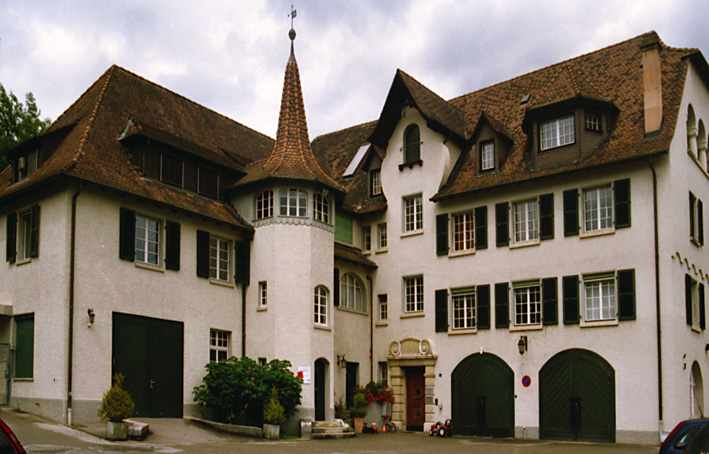
Gemeindeverwaltung Zwingen (2009)

### Westliche Insel
Der Graben zwischen den mittleren Inseln und der westlichen Insel wurde künstlich eingeebnet. Diese westliche Insel war vermutlich nie in die Anlage einbezogen. Auf Grund der starken gewerblich-industriellen Nutzung wären auch nur wenige Spuren erhalten geblieben. Allerdings darf sicher festgehalten werden, dass die Papierfabrik als Besitzer des Schlosses Zwingen einen wesentlichen Anteil am heutigen, guten Zustand der Anlage hat.

## Geschichte
Über die Bauzeit sind keine Dokumente erhalten. Die ältesten Teile werden nach der Mitte des 13. Jahrhunderts datiert. Die Freiherren von Ramstein sind 1312 als Besitzer der Anlage dokumentiert, die ein Lehen des Bischofs von Basel war. Die Ramsteiner waren als bischöfliche Ministeriale zu Macht und Einfluss gelangt. Sie werden den Ausbau zu einer kleinen Stadt vorangetrieben haben, um mit der bischöflichen Stadtgründung in Laufen konkurrieren und ihre eigene Machtentfaltung weiter vorantreiben zu können. Dies ging sogar so weit, dass sie als Parteigänger der Habsburger den Bischof bedrängten. Als wesentliche Ursache für das Misslingen der Stadtgründung – inklusive des Stopps der Errichtung von weiteren Gebäuden im Inneren der Anlage – dürfte die erfolgreiche Durchsetzung der Interessen des Bischofs von Basel anzuführen sein. Als mit Rudolf von Ramstein, der keine legitimen Söhne hatte, die Ramsteiner ausstarben, zog der Bischof im 15. Jahrhundert das Lehen ein und liess es von einem Vogt verwalten. Sigismund von Roggenbach wurde 1726 auf Schloss Zwingen geboren.
Wesentliche Umbauten wurden im 16. und 17. Jahrhundert vorgenommen, so wurde zum Beispiel die Oswaldkapelle 1571 bis 1575 neu erbaut. 1795 wurde die Anlage als Folge der Revolutionswirren an Privatbesitzer verkauft und 1913 dann von der Papierfabrik Zwingen übernommen. Seit 1993 ist sie im Besitz der Gemeinde Zwingen.